# Епархия Херста
Епархия Херста (лат. Dioecesis Hearstensis) — епархия Римско-Католической церкви с центром в городе Херст, Канада. Епархия Херста входит в архиепархию Оттавы. Кафедральным собором епархии Херста является собор Успения Пресвятой Девы Марии в городе Херст.

## История
18 апреля 1919 года Римский папа Бенедикт XV учредил Апостольскую префектуру Онтарио, выделив её из епархии Хайлибари (сегодня — Епархия Тимминса). 17 ноября 1920 года Апостольская префектура Онтарио была преобразована в Апостольский викариат. 13 декабря 1938 года Апостольский викариат получил часть территории Апостольского викариата Залива Джеймса (сегодня — Епархия Мусони) и был преобразован в епархию Херста.

## Ординарии епархии
- епископ Joseph-Jean-Baptiste Hallé (18.04.1918 — 7.10.1939);
- епископ Joseph Charbonneau (22.06.1939 — 21.05.1940);
- епископ Albini LeBlanc (14.12.1940 — 22.12.1945);
- епископ Georges-Léon Landry (22.02.1946 — 14.01.1952);
- епископ Louis Lévesque (9.06.1952 — 13.04.1964);
- епископ Jacques Landriault (27.05.1964 — 24.03.1971);
- епископ Roger-Alfred Despatie (8.02.1973 — 13.04.1993);
- епископ Pierre Fisette (27.12.1993 — 21.12.1995);
- епископ André Vallée (19.08.1996 — 3.11.2005);
- епископ Vincent Cadieux (25.07.2007 — по настоящее время).

## Источник
- Annuario Pontificio, Libreria Editrice Vaticana, Città del Vaticano, 2003, ISBN 88-209-7422-3